# 鍋島直孝
鍋島 直孝（なべしま なおたか、文化6年（1809年）5月 - 万延元年（1860年）4月）は、江戸時代後期の旗本。江戸北町奉行。通称は初め帯刀（たてわき）、内匠（たくみ）、内匠頭（たくみのかみ）。室はクマ（黒田直方の娘で本多正意養女）。子に、直影（餅ノ木家第11代）、今（鍋島直正養女、鍋島茂生室）。

## 生涯
第9代佐賀藩主・鍋島斉直の五男として生まれる。弟に鍋島直永（第8代鹿島藩主）、鍋島直正（第10代佐賀藩主）、鍋島直賢（第10代鹿島藩主）らがいる。鍋島直正（実弟の直正とは別人）の養子となり、餅ノ木鍋島家（鹿島鍋島家分家）の10代当主となった。石高5000石。
杏葉館と号し、朝顔の栽培家として名を成した。嘉永7年、「朝顔三十六花撰」に序文を書いている。52歳（満50歳）で没し、江戸二本榎の広岳院に葬られた。

## 江戸幕府役職履歴
- 天保3年（1832年）12月5日、寄合より火事場見廻。
- 天保10年（1839年）4月7日、寄合肝煎。
- 天保13年（1842年）7月1日、小普請組支配。
- 天保14年（1843年）10月10日、町奉行。
- 嘉永元年（1848年）11月8日、大番頭。
- 嘉永2年（1849年）12月13日、辞。

## 関連作品
- 遠山の金さんVS女ねずみ（1997年、テレビ朝日・東映）

直孝が北町奉行の要職に就いていた頃、彼の相役を務めていた南町奉行・遠山金四郎（遠山左衛門尉景元）を主人公に据えた連続テレビ時代劇。劇中では、直孝本人の登場こそなかったものの、遠山左衛門尉が南町奉行所に於けるお白洲での吟味の際、直孝の名前が登場する事があった（これは本作の後継作品である『金さんVS女ねずみ』でも同様）。